# Субзоряний об'єкт

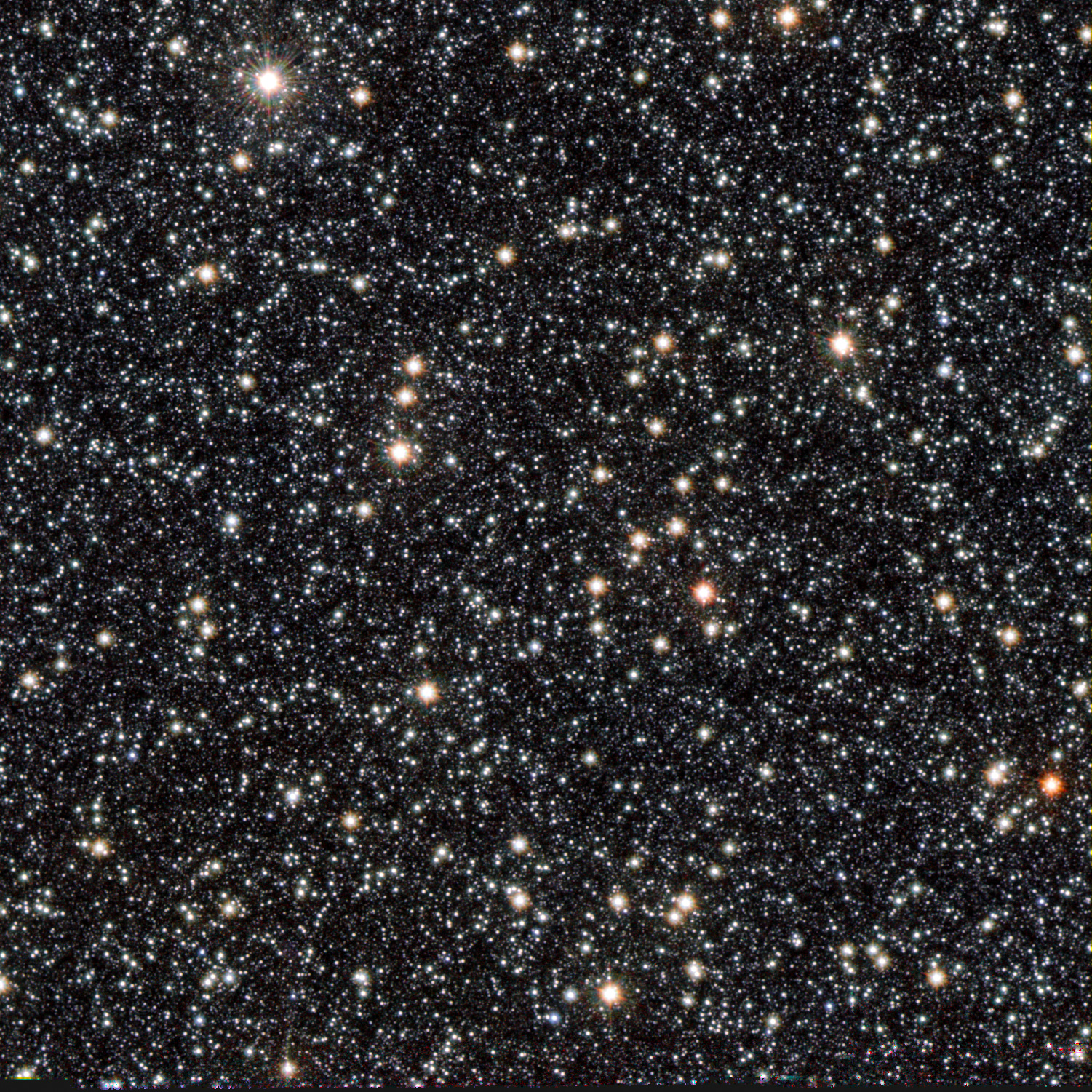
VVV BD001 — коричневий карлик, що перебуває на відстані близько 55 світлових років від Сонця.

Субзоряний об'єкт — астрономічний об'єкт, маса якого менша за мінімальну необхідну для підтримання ядерних реакцій горіння водню (приблизно 0,08 маси Сонця). Це визначення включає коричневі карлики та зорі типу EF Ерідана B, а також може включати об'єкти планетної маси незалежно від механізму їх утворення та зв'язку з головною зорею.
Якщо припустити, що субзоряний об'єкт має аналогічний до сонячного склад і принаймні масу Юпітера (приблизно 10−3 маси Сонця), то радіус буде порівнянним із радіусом Юпітера (приблизно 0,1 радіуса Сонця) незалежно від маси субзоряного об'єкта (маса коричневих карликів не перевищує 75 мас Юпітера). Це відбувається, оскільки центр подібного об'єкта на верхній межі інтервалу мас (нижче за межу для здійснення горіння водню) є виродженим із густиною ≈ 103 г/см3, але виродженість зменшується зі зменшенням маси доти, доки за маси, що дорівнює масі Юпітера, субзоряний об'єкт не набуває центральної густини, що є меншою за 10 г/см3. Зменшення густини врівноважує зменшення маси, що призводить до збереження радіуса майже постійним.
Субзоряний об'єкт із масою, трохи меншою за необхідну для горіння водню, все ж може спалювати водень у самому центрі. Хоча цей процес і створює деяку кількість енергії, її недостатньо для подолання гравітаційного стискання об'єкта. Аналогічно, хоча об'єкт із масою понад 0,13 маси Сонця здатний підтримувати ядерні реакції горіння дейтерію впродовж певного часу, таке джерело енергії буде вичерпано за 106—108 років. За винятком таких джерел енергії, випромінювання ізольованого субзоряного об'єкта виникає тільки в разі вивільнення гравітаційної потенційної енергії, що призводить до охолодження й стиснення зорі. Субзоряний об'єкт на орбіті навколо зорі стискатиметься повільніше, оскільки зазнає нагрівання з боку зорі й прямує до стану рівноваги, за якого об'єкт випромінює стільки ж енергії, скільки отримує від зорі.

## Класифікація
Вільям Макміллан у 1918 році запропонував класифікацію субзоряних об'єктів у вигляді трьох категорій на основі щільності об'єктів і фазового стану: тверді, перехідні й темні (незоряні) газові об'єкти. Тверді об'єкти включають Землю, менші планети земного типу й супутники; Уран і Нептун (а також мінінептуни та суперземлі) включають до категорії перехідних об'єктів. Сатурн, Юпітер і великі газові гіганти потрапляють до категорії газових об'єктів.